# Saheki (cratère martien)

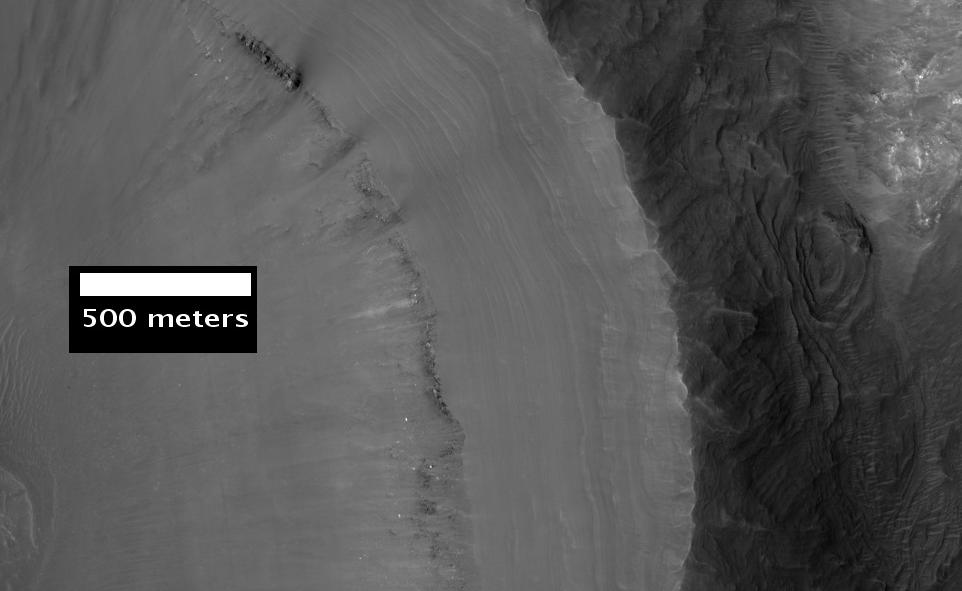
Détail des couches de matériaux en bordure du cratère Saheki en 2009.

Saheki est un cratère d'impact de 85 km de diamètre situé sur Mars dans le quadrangle d'Iapygia par 21,5° S et 73,0° E, en bordure septentrionale d'Hellas Planitia.